# 漢氏密光鰓魚
漢氏密光鰓魚（學名：Pycnochromis hanui），為輻鰭魚綱鱸形目雀鯛科密光鰓魚屬的其中一種，分布於中太平洋東部夏威夷群島海域，深度6至50公尺，本魚體呈卵圓形且側扁，體色為褐色，胸鰭基部有一個黑點，尾鰭、尾柄以及背鰭和臀鰭的鄰近部分白色，背鰭硬棘12枚、背鰭軟條13枚、臀鰭硬棘2枚、臀鰭軟條13-14枚，體長可達6公分，棲息在近海珊瑚礁，成群活動，以浮游生物為食，日行性，繁殖期時會成對出現，具有領域性，雄魚會保護魚卵直到卵孵化，可做為觀賞魚。